# Do The B-side
『Do The B-side』（ドゥ・ザ・ビー・サイド）は、日本のロックバンド・Do As Infinityが2004年9月23日にavex traxから発売した1枚目のコンピレーションアルバムである。

## 内容
前作『Do As Infinity LIVE IN JAPAN』から約6ヶ月ぶり、初のコンピレーションアルバム。
メジャーデビュー5周年を記念して制作された。今作発売までに発表された既発シングルから、オリジナルアルバム未収録の楽曲が収録されている裏ベストだが、1stシングルのカップリング2曲目「Faces」と3曲目「Simple Minds」は未収録となった。また、『DEEP FOREST』以来6作ぶりにCCCD規格ではない通常のCD規格で発売された。
初回受注限定盤と通常盤の2形態で発売され、初回受注限定盤には特典として新録曲「BE FREE」を収録したCDとTシャツが同梱された。
オリコンチャート初登場7位を獲得。

## 収録曲
| 全作詞・作曲: D・A・I。 |                        |           |            |                       |      |
| #                       | タイトル               | 作詞      | 作曲・編曲 | 編曲                  | 時間 |
| 1.                      | 「Wings」(Strong Mix)  | D・A・I   | D・A・I    | D・A・I               | 4:03 |
| 2.                      | 「散り行く夕辺」       | D・A・I   | D・A・I    | D・A・I               | 3:51 |
| 3.                      | 「sell…」              | D・A・I   | D・A・I    | D・A・I、亀田誠治     | 4:21 |
| 4.                      | 「Glasses」            | D・A・I   | D・A・I    | D・A・I、亀田誠治     | 3:46 |
| 5.                      | 「My wish - My life」  | D・A・I   | D・A・I    | D・A・I、亀田誠治     | 4:46 |
| 6.                      | 「CARNAVAL」           | D・A・I   | D・A・I    | D・A・I、亀田誠治     | 4:29 |
| 7.                      | 「シグナル」           | D・A・I   | D・A・I    | D・A・I、亀田誠治     | 3:57 |
| 8.                      | 「徒然なるままに」     | D・A・I   | D・A・I    | D・A・I、亀田誠治     | 3:41 |
| 9.                      | 「Remember the hill」  | D・A・I   | D・A・I    | D・A・I、Seiji Kameda | 5:14 |
| 10.                     | 「What you gonna do?」 | D・A・I   | D・A・I    | D・A・I、Seiji Kameda | 3:55 |
| 11.                     | 「mellow amber」       | D・A・I   | D・A・I    | D・A・I、Seiji Kameda | 4:22 |
| 12.                     | 「10W40」              | D・A・I   | D・A・I    | D・A・I、Seiji Kameda | 3:53 |
| 13.                     | 「トレジャプレジャ」   | D・A・I   | D・A・I    | D・A・I、Seiji Kameda | 3:10 |
| 合計時間:               | 合計時間:              | 合計時間: | 53:28      |                       |      |

| 全編曲: Do As Infinity、Seiji Kameda。 |             |             |         |      |
| #                                      | タイトル    | 作詞        | 作曲    | 時間 |
| 1.                                     | 「BE FREE」 | Ryo Owatari | D・A・I | 3:10 |

### 解説

#### Disc 1
1. Wings (Strong Mix)
1stシングルのカップリング1曲目のリミックスバージョン。
2. 散り行く夕辺
2ndシングルのカップリング曲。
3. sell…
3rdシングルのカップリング曲。
4. Glasses
4thシングルのカップリング2曲目。
5. My wish - My life
5thシングルのカップリング1曲目。
6. CARNAVAL
7thシングルのカップリング2曲目。
7. シグナル
8thシングルのカップリング曲。3rdアルバム『DEEP FOREST』の初回プレス仕様ボーナストラックにはAlbum Remixとして収録されていたため、シングルバージョンで収録されたのは初となった。
8. 徒然なるままに
9thシングルのカップリング曲。
9. Remember the hill
11thシングルのカップリング曲。
10. What you gonna do?
12thシングルのカップリング曲。
11. mellow amber
15thシングルのカップリング曲。
12. 10W40
16thシングルのカップリング曲。
13. トレジャプレジャ
17thシングルのカップリング曲。

#### Disc 2
1. BE FREE
新録曲。後に6thアルバム『NEED YOUR LOVE』にも収録された。それまで制作クレジットをバンド名の略称であるD・A・Iに統一していたが、この楽曲から個人名義に変更された。

## 参加ミュージシャン
Do As Infinity
- 伴都美子：Vox
- 大渡亮：Guitar & Vox
- 長尾大

Support Musician
- 飯田高広：Programming
- 中山信彦：Programming
- 西川進：Guitar
- 亀田誠治：Bass
- 渡辺等：Bass
- 河村智康：Drums
- 村石雅行：Drums
- 松本淳：Drums
- 佐野康夫：Drums
- 上杉洋史：Keyboards
- 高瀬順：Keyboards
- 今出宏°：Blues Harp
- 弦一徹ストリングス：Strings
- 金原ストリングス：Strings
- 広谷順子：Background Vocal